# Marc Ravalomanana
Marc Ravalomanana (Imerikasina, 12 dicembre 1949) è un politico malgascio, presidente del Madagascar fino al golpe del 17 marzo 2009.
Ravalomanana appartiene all'etnia Merina. È noto per la sua fervente fede cristiana.

## Biografia e carriera
Nel 1999 Ravalomanana divenne sindaco della capitale malgascia, Antananarivo. Alle elezioni del 16 dicembre 2001 fu candidato alla presidenza del paese; l'esito delle votazioni fu controverso, e sia Ravalomanana sia il suo avversario (il presidente uscente Didier Ratsiraka) sostennero di aver vinto.
La disputa causò alcuni scontri fra i sostenitori dei due candidati: mentre le zone centrali dell'isola vennero occupate da Ravalomanana, le coste furono fedeli a Ratsiraka e le strade furono interrotte da posti di blocco, anche l'esercito cominciò a dividersi tra chi era fedele a uno o all'altro candidato. Il 22 febbraio 2002, Ravalomanana si autodichiarò presidente, e la sua posizione fu confermata il 29 aprile dall'Alta Corte Costituzionale. Questo, tuttavia, non pose fine agli scontri nel paese, che si conclusero solo con l'esilio forzato di Ratsiraka, il 5 luglio.
Il mandato di Ravalomanana si è concluso il 17 marzo 2009 con la sua rinuncia alla presidenza, avvenuta al termine di un lungo conflitto con i vertici militari che è stato descritto dalla stampa internazionale come un vero e proprio golpe.
Durante la presidenza di Ravalomanana, il governo ha adottato una serie di leggi e regolamenti aziendali, tra cui la legge sulle società commerciali (2003), diritto del lavoro (2003), regolamenti sull'applicazione del diritto delle società commerciali (2004), legge sugli appalti pubblici (2004), diritto della concorrenza (2005), legge sui cambi (2006), legge sugli investimenti (2007) e diritto delle zone franche e delle imprese libere (2007).
Dopo l'elezione alla presidenza, Ravalomanana ha cercato di mitigare l'impatto economico negativo della contrapposizione politica di otto mesi con Ratsiraka, che era costato al Madagascar milioni di dollari in perdita di entrate turistiche e commerciali, nonché danni alle infrastrutture, inclusi ponti bombardati e edifici danneggiati da incendio doloso. Ha messo in atto una serie di nuove leggi, politiche e riforme che hanno cercato di cancellare le tracce rimanenti dell'ideologia socialista di Ratsiraka e di sostituirla con un'economia fortemente capitalista e guidata dal mercato. In rottura con la tradizione, il nuovo capo di stato si è allontanato dalla dipendenza dal suo principale partner commerciale, la Francia, e ha coltivato relazioni con partner come la Germania, gli Stati Uniti e la Corea del Sud come parte della sua strategia per lo sviluppo economico del Madagascar. Ha collaborato con i consulenti dell'Harvard University per lanciare una rapida iniziativa di risultati progettata per stimolare una rapida crescita economica. Nel 2004 la Banca Mondiale  ha approvato il documento strategico sulla riduzione della povertà della sua amministrazione, intitolato "Madagascar Naturellement" ("Madagascar naturalmente"), in cui ha sancito il principio di conservazione ambientale inseparabile dalla crescita economica sostenibile. L'impatto economico negativo della crisi politica è stato gradualmente superato dalle politiche economiche e politiche progressiste di Ravalomanana, che ha incoraggiato gli investimenti nell'istruzione e nell'ecoturismo, facilitato gli investimenti diretti esteri e coltivato partenariati commerciali sia a livello regionale che internazionale.
Nel 2003 al Durban World Parks Congress si è impegnato a triplicare la superficie di aree naturali protette sull'isola da 1,6 milioni di ettari (6 200 mi²) a 6 milioni di ettari (23 000 mi²) - il dieci per cento della superficie terrestre del paese in cinque anni. Nel 2004 ha istituito BIANCO ("Bureau Indépendant ANti-COrruption"), un ufficio anticorruzione, che ha comportato una riduzione della corruzione. Nello stesso anno, il Fondo monetario internazionale ha accettato di cancellare metà del debito del Madagascar. Avendo soddisfatto una serie di rigorosi criteri economici, di governance e dei diritti umani, nel 2005 il Madagascar è diventato il primo paese a beneficiare del Millennium Challenge Account, un nuovo fondo di sviluppo gestito dagli Stati Uniti. Le sue riforme legali hanno rafforzato le istituzioni statali, in particolare la magistratura, e prodotto miglioramenti nei diritti umani, nelle libertà civili e nell'economia. Di conseguenza, l'economia è cresciuta ad un tasso medio annuo del sette per cento in tutto il suo presidenza. Sotto la sua amministrazione, centinaia di chilometri di strade furono pavimentate in aree rurali precedentemente isolate. Furono fatti grandissimi progressi nell'istruzione e nella sanità e nella salute. Sempre durante il primo mandato di Ravalomanana, migliaia di nuove scuole primarie e aule aggiuntive furono costruite, gli edifici più vecchi furono rinnovati e decine di migliaia di nuovi insegnanti elementari furono reclutati e formati. Le tasse della scuola primaria sono state eliminate e i kit contenenti materiale scolastico di base sono stati distribuiti agli studenti delle scuole elementari.